# Waterpolo op de Olympische Zomerspelen 2024 – mannen
Het waterpolotoernooi voor mannen tijdens de Olympische Zomerspelen 2024 in Parijs begon op 28 juli en eindigde op 11 augustus 2024.
De twaalf deelnemende teams waren verdeeld over twee groepen van zes, waarin een halve competitie werd gespeeld. Aan het einde van de groepsfase plaatsten de nummers één tot en met vier van elke groep zich voor de kwartfinales; de winnaars van de vier kwartfinales gingen door naar de halve finales. De winnaars van de halve finales plaatsten zich voor de finale, terwijl de verliezers een wedstrijd speelden om de bronzen medaille.

## Competitieschema
Het mannentoernooi begon op 28 juli 2024.
| GF | Groepsfase | ¼ | Kwartfinale | ½ | Halve finale | T | Troostfinale | F | Finale |

| Datum →     | 27 | 28 | 29 | 30 | 31 | 1  | 2 | 3  | 4 | 5  | 6 | 7 | 8 | 9 | 9 | 10 | 10 | 11 | 11 |
| Onderdeel ↓ | 27 | 28 | 29 | 30 | 31 | 1  | 2 | 3  | 4 | 5  | 6 | 7 | 8 | 9 | 9 | 10 | 10 | 11 | 11 |
| ----------- | -- | -- | -- | -- | -- | -- | - | -- | - | -- | - | - | - | - | - | -- | -- | -- | -- |
| Mannen      |    | GF |    | GF |    | GF |   | GF |   | GF |   | ¼ |   | ½ | ½ |    |    | T  | F  |

## Kwalificatie
| Toernooi                    | Datum                         | Locatie  | Plaatsen | Gekwalificeerd                   |
| --------------------------- | ----------------------------- | -------- | -------- | -------------------------------- |
| Gastland                    | 13 september 2017             | –        | 1        | Frankrijk                        |
| Wereldkampioenschap 2023    | 16 – 29 juli 2023             | Fukuoka  | 2        | Griekenland Hongarije            |
| Aziatische Spelen 2022      | 23 september – 8 oktober 2023 | Hangzhou | 1        | Japan                            |
| Pan-Amerikaanse Spelen 2023 | 22 – 28 oktober 2023          | Santiago | 1        | Verenigde Staten                 |
| Europees kampioenschap 2024 | 3 – 16 januari 2024           | Zagreb   | 1        | Spanje                           |
| Wereldkampioenschap 2024    | 2 – 18 februari 2024          | Doha     | 4        | Kroatië Italië Servië Montenegro |
| Wereldkampioenschap 2024    | 2 – 18 februari 2024          | Doha     | 1        | Zuid-Afrika                      |
| Wereldkampioenschap 2024    | 2 – 18 februari 2024          | Doha     | 1        | Australië                        |
| Wereldkampioenschap 2024    | 2 – 18 februari 2024          | Doha     | 1        | Roemenië                         |
| Totaal                      |                               |          | 12       |                                  |

1. ↑  Na afloop van het WK 2024 trok Zuid-Afrika zich terug uit het Olympisch waterpolotoernooi. De vacante plaats werd toegewezen aan het beste ongeplaatste team. Bij de mannen was dat Roemenië.

## Groepsfase
Alle tijden zijn lokaal (UTC+2).

### Groep A
| Pos | Team             | Wed | W | WNS | VNS | V | GV | GT | GS  | Ptn | Kwalificatie |
| --- | ---------------- | --- | - | --- | --- | - | -- | -- | --- | --- | ------------ |
| 1   | Griekenland      | 5   | 3 | 1   | 0   | 1 | 61 | 52 | +9  | 11  | Kwartfinales |
| 2   | Italië           | 5   | 3 | 1   | 0   | 1 | 60 | 43 | +17 | 11  | Kwartfinales |
| 3   | Verenigde Staten | 5   | 3 | 0   | 0   | 2 | 59 | 51 | +8  | 9   | Kwartfinales |
| 4   | Kroatië          | 5   | 3 | 0   | 0   | 2 | 58 | 57 | +1  | 9   | Kwartfinales |
| 5   | Montenegro       | 5   | 1 | 0   | 2   | 2 | 45 | 50 | −5  | 5   |              |
| 6   | Roemenië         | 5   | 0 | 0   | 0   | 5 | 37 | 67 | −30 | 0   |              |

| 28 juli 2024 15:00 | verslag | Italië                                 | 12–8  | Verenigde Staten | Centre aquatique olympique, Parijs Scheidsrechters: Tamás Kovács (HUN), Vojin Putniković (SRB) |
| 28 juli 2024 15:00 | verslag | Scores in periodes: 4–2, 1–1, 4–1, 3–4 |       |                  | Centre aquatique olympique, Parijs Scheidsrechters: Tamás Kovács (HUN), Vojin Putniković (SRB) |
| 28 juli 2024 15:00 | verslag | drie spelers 2                         | Goals | Daube 3          | Centre aquatique olympique, Parijs Scheidsrechters: Tamás Kovács (HUN), Vojin Putniković (SRB) |

| 28 juli 2024 16:35 | verslag | Kroatië                                | 11–8  | Montenegro | Centre aquatique olympique, Parijs Scheidsrechters: Boris Margeta (SLO), David Gómez (ESP) |
| 28 juli 2024 16:35 | verslag | Scores in periodes: 3–1, 2–4, 3–1, 3–2 |       |            | Centre aquatique olympique, Parijs Scheidsrechters: Boris Margeta (SLO), David Gómez (ESP) |
| 28 juli 2024 16:35 | verslag | Fatović 3                              | Goals | Đurđić 3   | Centre aquatique olympique, Parijs Scheidsrechters: Boris Margeta (SLO), David Gómez (ESP) |

| 28 juli 2024 21:05 | verslag | Roemenië                               | 7–14  | Griekenland    | Centre aquatique olympique, Parijs Scheidsrechters: Michiel Zwart (NED), Zhang Liang (CHN) |
| 28 juli 2024 21:05 | verslag | Scores in periodes: 2–4, 3–5, 1–2, 1–3 |       |                | Centre aquatique olympique, Parijs Scheidsrechters: Michiel Zwart (NED), Zhang Liang (CHN) |
| 28 juli 2024 21:05 | verslag | Georgescu, Neamțu 2                    | Goals | Argyropoulos 4 | Centre aquatique olympique, Parijs Scheidsrechters: Michiel Zwart (NED), Zhang Liang (CHN) |

| 30 juli 2024 12:05 | verslag | Kroatië                                | 11–14 | Italië      | Centre aquatique olympique, Parijs Scheidsrechters: Michiel Zwart (NED), Sébastien Dervieux (FRA) |
| 30 juli 2024 12:05 | verslag | Scores in periodes: 4–3, 2–3, 3–6, 2–2 |       |             | Centre aquatique olympique, Parijs Scheidsrechters: Michiel Zwart (NED), Sébastien Dervieux (FRA) |
| 30 juli 2024 12:05 | verslag | Fatović, Kharkov 2                     | Goals | Di Fulvio 4 | Centre aquatique olympique, Parijs Scheidsrechters: Michiel Zwart (NED), Sébastien Dervieux (FRA) |

| 30 juli 2024 16:35 | verslag | Verenigde Staten                       | 14–8  | Roemenië                  | Centre aquatique olympique, Parijs Scheidsrechters: David Gómez (ESP), Nicholas Hodgers (AUS) |
| 30 juli 2024 16:35 | verslag | Scores in periodes: 3–3, 3–0, 4–1, 4–4 |       |                           | Centre aquatique olympique, Parijs Scheidsrechters: David Gómez (ESP), Nicholas Hodgers (AUS) |
| 30 juli 2024 16:35 | verslag | Bowen, Daube 3                         | Goals | Colodrovschi, Georgescu 3 | Centre aquatique olympique, Parijs Scheidsrechters: David Gómez (ESP), Nicholas Hodgers (AUS) |

| 30 juli 2024 19:30 | verslag | Montenegro                                        | 16–17 | Griekenland    | Centre aquatique olympique, Parijs Scheidsrechters: Frank Ohme (GER), Tamás Kovács (HUN) |
| 30 juli 2024 19:30 | verslag | Scores in periodes: 4–2, 3–3, 2–3, 3–4 . PSO: 4–5 |       |                | Centre aquatique olympique, Parijs Scheidsrechters: Frank Ohme (GER), Tamás Kovács (HUN) |
| 30 juli 2024 19:30 | verslag | Popadić 4                                         | Goals | Vlachopoulos 3 | Centre aquatique olympique, Parijs Scheidsrechters: Frank Ohme (GER), Tamás Kovács (HUN) |

| 1 augustus 2024 10:30 | verslag | Griekenland                            | 13–11 | Verenigde Staten | Centre aquatique olympique, Parijs Scheidsrechters: David Gómez (ESP), Sébastien Dervieux (FRA) |
| 1 augustus 2024 10:30 | verslag | Scores in periodes: 4–4, 3–2, 4–3, 2–2 |       |                  | Centre aquatique olympique, Parijs Scheidsrechters: David Gómez (ESP), Sébastien Dervieux (FRA) |
| 1 augustus 2024 10:30 | verslag | Argyropoulos 4                         | Goals | Bowen, Irving 2  | Centre aquatique olympique, Parijs Scheidsrechters: David Gómez (ESP), Sébastien Dervieux (FRA) |

| 1 augustus 2024 16:35 | verslag | Italië                                            | 11–9  | Montenegro | Centre aquatique olympique, Parijs Scheidsrechters: Boris Margeta (SLO), Michiel Zwart (NED) |
| 1 augustus 2024 16:35 | verslag | Scores in periodes: 2–2, 2–2, 3–3, 1–1 . PSO: 3–1 |       |            | Centre aquatique olympique, Parijs Scheidsrechters: Boris Margeta (SLO), Michiel Zwart (NED) |
| 1 augustus 2024 16:35 | verslag | Di Fulvio, Echenique 2                            | Goals | Popadić 3  | Centre aquatique olympique, Parijs Scheidsrechters: Boris Margeta (SLO), Michiel Zwart (NED) |

| 1 augustus 2024 19:30 | verslag | Roemenië                               | 8–11  | Kroatië        | Centre aquatique olympique, Parijs Scheidsrechters: Tamás Kovács (HUN), Chisato Kurosaki (JPN) |
| 1 augustus 2024 19:30 | verslag | Scores in periodes: 0–3, 3–3, 4–5, 1–0 |       |                | Centre aquatique olympique, Parijs Scheidsrechters: Tamás Kovács (HUN), Chisato Kurosaki (JPN) |
| 1 augustus 2024 19:30 | verslag | Fulea, Țepeluș 2                       | Goals | drie spelers 2 | Centre aquatique olympique, Parijs Scheidsrechters: Tamás Kovács (HUN), Chisato Kurosaki (JPN) |

| 3 augustus 2024 12:05 | verslag | Kroatië                                | 14–13 | Griekenland    | Centre aquatique olympique, Parijs Scheidsrechters: Vojin Putniković (SRB), David Gómez (ESP) |
| 3 augustus 2024 12:05 | verslag | Scores in periodes: 3–3, 1–3, 7–3, 3–4 |       |                | Centre aquatique olympique, Parijs Scheidsrechters: Vojin Putniković (SRB), David Gómez (ESP) |
| 3 augustus 2024 12:05 | verslag | Kharkov 4                              | Goals | vijf spelers 2 | Centre aquatique olympique, Parijs Scheidsrechters: Vojin Putniković (SRB), David Gómez (ESP) |

| 3 augustus 2024 16:35 | verslag | Montenegro                             | 7–12  | Verenigde Staten | Centre aquatique olympique, Parijs Scheidsrechters: Frank Ohme (GER), Zhang Liang (CHN) |
| 3 augustus 2024 16:35 | verslag | Scores in periodes: 1–4, 1–3, 4–3, 1–2 |       |                  | Centre aquatique olympique, Parijs Scheidsrechters: Frank Ohme (GER), Zhang Liang (CHN) |
| 3 augustus 2024 16:35 | verslag | Đurđić 3                               | Goals | Daube 5          | Centre aquatique olympique, Parijs Scheidsrechters: Frank Ohme (GER), Zhang Liang (CHN) |

| 3 augustus 2024 21:05 | verslag | Italië                                 | 18–7  | Roemenië       | Centre aquatique olympique, Parijs Scheidsrechters: Tamás Kovács (HUN), Nicholas Hodgers (AUS) |
| 3 augustus 2024 21:05 | verslag | Scores in periodes: 6–2, 4–1, 5–1, 3–3 |       |                | Centre aquatique olympique, Parijs Scheidsrechters: Tamás Kovács (HUN), Nicholas Hodgers (AUS) |
| 3 augustus 2024 21:05 | verslag | drie spelers 3                         | Goals | Colodrovschi 3 | Centre aquatique olympique, Parijs Scheidsrechters: Tamás Kovács (HUN), Nicholas Hodgers (AUS) |

| 5 augustus 2024 15:10 | verslag | Griekenland                            | 9–8   | Italië           | Centre aquatique olympique, Parijs Scheidsrechters: Michiel Zwart (NED), Zhang Liang (CHN) |
| 5 augustus 2024 15:10 | verslag | Scores in periodes: 2–2, 4–3, 0–1, 3–2 |       |                  | Centre aquatique olympique, Parijs Scheidsrechters: Michiel Zwart (NED), Zhang Liang (CHN) |
| 5 augustus 2024 15:10 | verslag | Argyropoulos 4                         | Goals | Bruni, Condemi 3 | Centre aquatique olympique, Parijs Scheidsrechters: Michiel Zwart (NED), Zhang Liang (CHN) |

| 5 augustus 2024 18:30 | verslag | Kroatië                                | 11–14 | Verenigde Staten | Centre aquatique olympique, Parijs Scheidsrechters: Sébastien Dervieux (FRA), Frank Ohme (GER) |
| 5 augustus 2024 18:30 | verslag | Scores in periodes: 2–5, 3–5, 2–1, 4–3 |       |                  | Centre aquatique olympique, Parijs Scheidsrechters: Sébastien Dervieux (FRA), Frank Ohme (GER) |
| 5 augustus 2024 18:30 | verslag | Kharkov 5                              | Goals | Daube, Irving 3  | Centre aquatique olympique, Parijs Scheidsrechters: Sébastien Dervieux (FRA), Frank Ohme (GER) |

| 5 augustus 2024 21:40 | verslag | Roemenië                               | 7–10  | Montenegro | Centre aquatique olympique, Parijs Scheidsrechters: Boris Margeta (SLO), Yasser Mehalhel (EGY) |
| 5 augustus 2024 21:40 | verslag | Scores in periodes: 3–3, 1–2, 1–2, 2–3 |       |            | Centre aquatique olympique, Parijs Scheidsrechters: Boris Margeta (SLO), Yasser Mehalhel (EGY) |
| 5 augustus 2024 21:40 | verslag | Fulea 2                                | Goals | Mršić 3    | Centre aquatique olympique, Parijs Scheidsrechters: Boris Margeta (SLO), Yasser Mehalhel (EGY) |

### Groep B
| Pos | Team          | Wed | W | WNS | VNS | V | GV | GT | GS  | Ptn | Kwalificatie |
| --- | ------------- | --- | - | --- | --- | - | -- | -- | --- | --- | ------------ |
| 1   | Spanje        | 5   | 5 | 0   | 0   | 0 | 67 | 39 | +28 | 15  | Kwartfinales |
| 2   | Australië     | 5   | 3 | 0   | 0   | 2 | 44 | 42 | +2  | 9   | Kwartfinales |
| 3   | Hongarije     | 5   | 3 | 0   | 0   | 2 | 62 | 54 | +8  | 9   | Kwartfinales |
| 4   | Servië        | 5   | 2 | 0   | 0   | 3 | 58 | 63 | −5  | 6   | Kwartfinales |
| 5   | Frankrijk (G) | 5   | 1 | 0   | 0   | 4 | 50 | 60 | −10 | 3   |              |
| 6   | Japan         | 5   | 1 | 0   | 0   | 4 | 60 | 83 | −23 | 3   |              |

| 28 juli 2024 10:30 | verslag | Australië                              | 5–9   | Spanje     | Centre aquatique olympique, Parijs Scheidsrechters: Georgios Stavridis (GRE), Darren Spiritosanto (USA) |
| 28 juli 2024 10:30 | verslag | Scores in periodes: 1–2, 2–3, 1–3, 1–1 |       |            | Centre aquatique olympique, Parijs Scheidsrechters: Georgios Stavridis (GRE), Darren Spiritosanto (USA) |
| 28 juli 2024 10:30 | verslag | Lambie, Maksimovic 2                   | Goals | Munárriz 3 | Centre aquatique olympique, Parijs Scheidsrechters: Georgios Stavridis (GRE), Darren Spiritosanto (USA) |

| 28 juli 2024 12:05 | verslag | Servië                                 | 16–15 | Japan   | Centre aquatique olympique, Parijs Scheidsrechters: Rafaele Colombo (ITA), Veselin Mišković (MNE) |
| 28 juli 2024 12:05 | verslag | Scores in periodes: 4–4, 3–4, 5–3, 4–4 |       |         | Centre aquatique olympique, Parijs Scheidsrechters: Rafaele Colombo (ITA), Veselin Mišković (MNE) |
| 28 juli 2024 12:05 | verslag | Mandić 7                               | Goals | Inaba 6 | Centre aquatique olympique, Parijs Scheidsrechters: Rafaele Colombo (ITA), Veselin Mišković (MNE) |

| 28 juli 2024 19:30 | verslag | Frankrijk                              | 12–13 | Hongarije | Centre aquatique olympique, Parijs Scheidsrechters: Adrian Alexandrescu (ROU), Andrej Franulović (CRO) |
| 28 juli 2024 19:30 | verslag | Scores in periodes: 1–5, 4–4, 2–1, 5–3 |       |           | Centre aquatique olympique, Parijs Scheidsrechters: Adrian Alexandrescu (ROU), Andrej Franulović (CRO) |
| 28 juli 2024 19:30 | verslag | Vernoux 4                              | Goals | Vigvári 3 | Centre aquatique olympique, Parijs Scheidsrechters: Adrian Alexandrescu (ROU), Andrej Franulović (CRO) |

| 30 juli 2024 10:30 | verslag | Australië                              | 8–3   | Servië   | Centre aquatique olympique, Parijs Scheidsrechters: Andrej Franulović (CRO), Zhang Liang (CHN) |
| 30 juli 2024 10:30 | verslag | Scores in periodes: 1–0, 5–1, 1–0, 1–2 |       |          | Centre aquatique olympique, Parijs Scheidsrechters: Andrej Franulović (CRO), Zhang Liang (CHN) |
| 30 juli 2024 10:30 | verslag | Pavillard 4                            | Goals | Mandić 2 | Centre aquatique olympique, Parijs Scheidsrechters: Andrej Franulović (CRO), Zhang Liang (CHN) |

| 30 juli 2024 15:00 | verslag | Japan                                  | 13–14 | Frankrijk | Centre aquatique olympique, Parijs Scheidsrechters: Georgios Stavridis (GRE), Darren Spiritosanto (USA) |
| 30 juli 2024 15:00 | verslag | Scores in periodes: 4–4, 2–3, 3–3, 4–4 |       |           | Centre aquatique olympique, Parijs Scheidsrechters: Georgios Stavridis (GRE), Darren Spiritosanto (USA) |
| 30 juli 2024 15:00 | verslag | Inaba 6                                | Goals | Bodegas 3 | Centre aquatique olympique, Parijs Scheidsrechters: Georgios Stavridis (GRE), Darren Spiritosanto (USA) |

| 30 juli 2024 21:05 | verslag | Spanje                                 | 10–7  | Hongarije | Centre aquatique olympique, Parijs Scheidsrechters: Boris Margeta (SLO), Rafaele Colombo (ITA) |
| 30 juli 2024 21:05 | verslag | Scores in periodes: 2–1, 2–2, 4–3, 2–1 |       |           | Centre aquatique olympique, Parijs Scheidsrechters: Boris Margeta (SLO), Rafaele Colombo (ITA) |
| 30 juli 2024 21:05 | verslag | drie spelers 2                         | Goals | Angyal 2  | Centre aquatique olympique, Parijs Scheidsrechters: Boris Margeta (SLO), Rafaele Colombo (ITA) |

| 1 augustus 2024 12:05 | verslag | Servië                                 | 11–15 | Spanje     | Centre aquatique olympique, Parijs Scheidsrechters: Adrian Alexandrescu (ROU), Rafaele Colombo (ITA) |
| 1 augustus 2024 12:05 | verslag | Scores in periodes: 3–4, 3–3, 3–3, 2–5 |       |            | Centre aquatique olympique, Parijs Scheidsrechters: Adrian Alexandrescu (ROU), Rafaele Colombo (ITA) |
| 1 augustus 2024 12:05 | verslag | Mandić 4                               | Goals | Granados 4 | Centre aquatique olympique, Parijs Scheidsrechters: Adrian Alexandrescu (ROU), Rafaele Colombo (ITA) |

| 1 augustus 2024 15:00 | verslag | Frankrijk                              | 8–9   | Australië    | Centre aquatique olympique, Parijs Scheidsrechters: Andrej Franulović (CRO), Veselin Mišković (MNE) |
| 1 augustus 2024 15:00 | verslag | Scores in periodes: 0–1, 3–3, 2–3, 3–2 |       |              | Centre aquatique olympique, Parijs Scheidsrechters: Andrej Franulović (CRO), Veselin Mišković (MNE) |
| 1 augustus 2024 15:00 | verslag | Crousillat, Bjoch 3                    | Goals | Maksimovic 3 | Centre aquatique olympique, Parijs Scheidsrechters: Andrej Franulović (CRO), Veselin Mišković (MNE) |

| 1 augustus 2024 21:05 | verslag | Hongarije                              | 17–10 | Japan      | Centre aquatique olympique, Parijs Scheidsrechters: Frank Ohme (GER), Zhang Liang (CHN) |
| 1 augustus 2024 21:05 | verslag | Scores in periodes: 5–2, 4–2, 3–2, 5–4 |       |            | Centre aquatique olympique, Parijs Scheidsrechters: Frank Ohme (GER), Zhang Liang (CHN) |
| 1 augustus 2024 21:05 | verslag | Vigvári 4                              | Goals | Watanabe 3 | Centre aquatique olympique, Parijs Scheidsrechters: Frank Ohme (GER), Zhang Liang (CHN) |

| 3 augustus 2024 10:30 | verslag | Spanje                                 | 23–8  | Japan   | Centre aquatique olympique, Parijs Scheidsrechters: Michiel Zwart (NED), Darren Spiritosanto (USA) |
| 3 augustus 2024 10:30 | verslag | Scores in periodes: 4–0, 6–2, 7–4, 6–2 |       |         | Centre aquatique olympique, Parijs Scheidsrechters: Michiel Zwart (NED), Darren Spiritosanto (USA) |
| 3 augustus 2024 10:30 | verslag | Sanahuja 5                             | Goals | Okawa 2 | Centre aquatique olympique, Parijs Scheidsrechters: Michiel Zwart (NED), Darren Spiritosanto (USA) |

| 3 augustus 2024 15:00 | verslag | Australië                              | 9–8   | Hongarije  | Centre aquatique olympique, Parijs Scheidsrechters: Georgios Stavridis (GRE), Veselin Mišković (MNE) |
| 3 augustus 2024 15:00 | verslag | Scores in periodes: 2–2, 2–3, 2–2, 3–1 |       |            | Centre aquatique olympique, Parijs Scheidsrechters: Georgios Stavridis (GRE), Veselin Mišković (MNE) |
| 3 augustus 2024 15:00 | verslag | Edwards, Maksimovic 2                  | Goals | Manhercz 4 | Centre aquatique olympique, Parijs Scheidsrechters: Georgios Stavridis (GRE), Veselin Mišković (MNE) |

| 3 augustus 2024 19:30 | verslag | Servië                                 | 15–8  | Frankrijk           | Centre aquatique olympique, Parijs Scheidsrechters: Boris Margeta (SLO), Adrian Alexandrescu (ROU) |
| 3 augustus 2024 19:30 | verslag | Scores in periodes: 4–2, 4–2, 4–2, 3–2 |       |                     | Centre aquatique olympique, Parijs Scheidsrechters: Boris Margeta (SLO), Adrian Alexandrescu (ROU) |
| 3 augustus 2024 19:30 | verslag | vier spelers 2                         | Goals | Marzouki, Vernoux 2 | Centre aquatique olympique, Parijs Scheidsrechters: Boris Margeta (SLO), Adrian Alexandrescu (ROU) |

| 5 augustus 2024 12:00 | verslag | Hongarije                              | 17–13 | Servië   | Paris La Défense Arena, Parijs Scheidsrechters: Adrian Alexandrescu (ROU), Andrej Franulović (CRO) |
| 5 augustus 2024 12:00 | verslag | Scores in periodes: 2–4, 7–3, 6–2, 2–4 |       |          | Paris La Défense Arena, Parijs Scheidsrechters: Adrian Alexandrescu (ROU), Andrej Franulović (CRO) |
| 5 augustus 2024 12:00 | verslag | Fekete, Zalánki 4                      | Goals | Mandić 5 | Paris La Défense Arena, Parijs Scheidsrechters: Adrian Alexandrescu (ROU), Andrej Franulović (CRO) |

| 5 augustus 2024 13:35 | verslag | Australië                              | 13–14 | Japan   | Paris La Défense Arena, Parijs Scheidsrechters: Rafaele Colombo (ITA), Darren Spiritosanto (USA) |
| 5 augustus 2024 13:35 | verslag | Scores in periodes: 5–2, 2–4, 2–4, 4–4 |       |         | Paris La Défense Arena, Parijs Scheidsrechters: Rafaele Colombo (ITA), Darren Spiritosanto (USA) |
| 5 augustus 2024 13:35 | verslag | Maksimovic 3                           | Goals | Inaba 6 | Paris La Défense Arena, Parijs Scheidsrechters: Rafaele Colombo (ITA), Darren Spiritosanto (USA) |

| 5 augustus 2024 20:05 | verslag | Frankrijk                              | 8–10  | Spanje               | Paris La Défense Arena, Parijs Scheidsrechters: Georgios Stavridis (GRE), Veselin Mišković (MNE) |
| 5 augustus 2024 20:05 | verslag | Scores in periodes: 1–3, 2–2, 4–2, 1–3 |       |                      | Paris La Défense Arena, Parijs Scheidsrechters: Georgios Stavridis (GRE), Veselin Mišković (MNE) |
| 5 augustus 2024 20:05 | verslag | Crousillat 3                           | Goals | Munárriz, Sanahuja 3 | Paris La Défense Arena, Parijs Scheidsrechters: Georgios Stavridis (GRE), Veselin Mišković (MNE) |

## Knock-outfase
|  | Kwartfinale      | Kwartfinale      |                  |       | Halve finale | Halve finale |  |  | Finale | Finale |
|  |                  |                  |                  |       |              |              |  |  |        |        |
|  | 7 augustus       |                  |                  |       |              |              |  |  |        |        |
|  |                  |                  |                  |       |              |              |  |  |        |        |
|  | Griekenland      | 11               |                  |       |              |              |  |  |        |        |
|  | Griekenland      | 11               | 9 augustus       |       |              |              |  |  |        |        |
|  | Servië           | 12               |                  |       |              |              |  |  |        |        |
|  | Servië           | 12               | Servië           | 10    |              |              |  |  |        |        |
|  | 7 augustus       |                  | Servië           | 10    |              |              |  |  |        |        |
|  |                  | Verenigde Staten | 6                |       |              |              |  |  |        |        |
|  | Verenigde Staten | Verenigde Staten | 6                | 7 (4) |              |              |  |  |        |        |
|  | Verenigde Staten |                  | 11 augustus      | 7 (4) |              |              |  |  |        |        |
|  | Australië        | 7 {3}            |                  |       |              |              |  |  |        |        |
|  | Australië        | 7 {3}            | Servië           | 13    |              |              |  |  |        |        |
|  | 7 augustus       |                  | Servië           | 13    |              |              |  |  |        |        |
|  |                  | Kroatië          | 11               |       |              |              |  |  |        |        |
|  | Italië           | Kroatië          | 11               | 9 (1) |              |              |  |  |        |        |
|  | Italië           | 9 augustus       |                  | 9 (1) |              |              |  |  |        |        |
|  | Hongarije        | 9 (3)            |                  |       |              |              |  |  |        |        |
|  | Hongarije        | 9 (3)            | Hongarije        | 8     |              |              |  |  |        |        |
|  | 7 augustus       |                  | Hongarije        | 8     |              |              |  |  |        |        |
|  |                  | Kroatië          | 9                |       | Troostfinale | Troostfinale |  |  |        |        |
|  | Kroatië          | Kroatië          | 9                | 10    | Troostfinale | Troostfinale |  |  |        |        |
|  | Kroatië          |                  | 11 augustus      | 10    |              |              |  |  |        |        |
|  | Spanje           | 8                |                  |       |              |              |  |  |        |        |
|  | Spanje           | 8                | Verenigde Staten | 8 (3) |              |              |  |  |        |        |
|  |                  |                  |                  |       |              |              |  |  |        |        |
|  | Hongarije        | 8 (0)            |                  |       |              |              |  |  |        |        |
|  | Hongarije        | 8 (0)            |                  |       |              |              |  |  |        |        |

Wedstrijdschema plaatsen 5 t/m 8
|  | Halve finales plaatsen 5–8 | Halve finales plaatsen 5–8 |                |    | Vijfde plaats | Vijfde plaats |
|  |                            |                            |                |    |               |               |
|  | 9 augustus                 |                            |                |    |               |               |
|  |                            |                            |                |    |               |               |
|  | Griekenland                | 15                         |                |    |               |               |
|  | Griekenland                | 15                         | 11 augustus    |    |               |               |
|  | Australië                  | 9                          |                |    |               |               |
|  | Australië                  | 9                          | Griekenland    | 15 |               |               |
|  | 9 augustus                 |                            | Griekenland    | 15 |               |               |
|  |                            | Spanje                     | 13             |    |               |               |
|  | Italië                     | Spanje                     | 13             | 9  |               |               |
|  | Italië                     |                            |                | 9  |               |               |
|  | Spanje                     | 11                         |                |    |               |               |
|  | Spanje                     | 11                         | Zevende plaats |    |               |               |
|  |                            |                            |                |    |               |               |
|  | 11 augustus                |                            |                |    |               |               |
|  |                            |                            |                |    |               |               |
|  | Australië                  | 6                          |                |    |               |               |
|  | Australië                  | 6                          |                |    |               |               |
|  | Italië                     | 10                         |                |    |               |               |

### Kwartfinales
| 7 augustus 2024 14:00 | verslag | Kroatië                                | 10–8  | Spanje         | Paris La Défense Arena, Parijs Scheidsrechters: Boris Margeta (SLO), Darren Spiritosanto (USA) |
| 7 augustus 2024 14:00 | verslag | Scores in periodes: 2–0, 4–3, 2–2, 2–3 |       |                | Paris La Défense Arena, Parijs Scheidsrechters: Boris Margeta (SLO), Darren Spiritosanto (USA) |
| 7 augustus 2024 14:00 | verslag | drie spelers 2                         | Goals | drie spelers 2 | Paris La Défense Arena, Parijs Scheidsrechters: Boris Margeta (SLO), Darren Spiritosanto (USA) |

| 7 augustus 2024 15:35 | verslag | Griekenland                            | 11–12 | Servië   | Paris La Défense Arena, Parijs Scheidsrechters: Frank Ohme (GER), Andrej Franulović (CRO) |
| 7 augustus 2024 15:35 | verslag | Scores in periodes: 3–3, 2–3, 4–2, 2–4 |       |          | Paris La Défense Arena, Parijs Scheidsrechters: Frank Ohme (GER), Andrej Franulović (CRO) |
| 7 augustus 2024 15:35 | verslag | Skoumpakis 3                           | Goals | Mandić 5 | Paris La Défense Arena, Parijs Scheidsrechters: Frank Ohme (GER), Andrej Franulović (CRO) |

| 7 augustus 2024 19:00 | verslag | Verenigde Staten                                  | 11–10 | Australië   | Paris La Défense Arena, Parijs Scheidsrechters: Rafaele Colombo (ITA), Sébastien Dervieux (FRA) |
| 7 augustus 2024 19:00 | verslag | Scores in periodes: 1–3, 2–2, 2–0, 2–2 . PSO: 4–3 |       |             | Paris La Défense Arena, Parijs Scheidsrechters: Rafaele Colombo (ITA), Sébastien Dervieux (FRA) |
| 7 augustus 2024 19:00 | verslag | Bowen, Daube 2                                    | Goals | Pavillard 4 | Paris La Défense Arena, Parijs Scheidsrechters: Rafaele Colombo (ITA), Sébastien Dervieux (FRA) |

| 7 augustus 2024 20:35 | verslag | Italië                                            | 10–12 | Hongarije  | Paris La Défense Arena, Parijs Scheidsrechters: Adrian Alexandrescu (ROU), Veselin Mišković (MNE) |
| 7 augustus 2024 20:35 | verslag | Scores in periodes: 2–3, 0–1, 5–2, 2–3 . PSO: 1–3 |       |            | Paris La Défense Arena, Parijs Scheidsrechters: Adrian Alexandrescu (ROU), Veselin Mišković (MNE) |
| 7 augustus 2024 20:35 | verslag | Di Fulvio, Echenique 3                            | Goals | Manhercz 4 | Paris La Défense Arena, Parijs Scheidsrechters: Adrian Alexandrescu (ROU), Veselin Mišković (MNE) |

### Halve finales
| 9 augustus 2024 14:35 | verslag | Servië                                 | 10–6  | Verenigde Staten | Paris La Défense Arena, Parijs Scheidsrechters: Georgios Stavridis (GRE), Rafaele Colombo (ITA) |
| 9 augustus 2024 14:35 | verslag | Scores in periodes: 2–2, 4–2, 2–2, 2–0 |       |                  | Paris La Défense Arena, Parijs Scheidsrechters: Georgios Stavridis (GRE), Rafaele Colombo (ITA) |
| 9 augustus 2024 14:35 | verslag | Dedović 4                              | Goals | Vavic 2          | Paris La Défense Arena, Parijs Scheidsrechters: Georgios Stavridis (GRE), Rafaele Colombo (ITA) |

| 9 augustus 2024 19:35 | verslag | Hongarije                              | 8–9   | Kroatië   | Paris La Défense Arena, Parijs Scheidsrechters: Frank Ohme (GER), David Gómez (ESP) |
| 9 augustus 2024 19:35 | verslag | Scores in periodes: 3–3, 2–4, 2–2, 1–0 |       |           | Paris La Défense Arena, Parijs Scheidsrechters: Frank Ohme (GER), David Gómez (ESP) |
| 9 augustus 2024 19:35 | verslag | Jansik, Vámos 2                        | Goals | Fatović 5 | Paris La Défense Arena, Parijs Scheidsrechters: Frank Ohme (GER), David Gómez (ESP) |

### Troostfinale
| 11 augustus 2024 10:35 | verslag | Verenigde Staten                                  | 11–8  | Hongarije        | Paris La Défense Arena, Parijs Scheidsrechters: Sébastien Dervieux (FRA), David Gómez (ESP) |
| 11 augustus 2024 10:35 | verslag | Scores in periodes: 3–2, 1–1, 2–2, 2–3 . PSO: 3–0 |       |                  | Paris La Défense Arena, Parijs Scheidsrechters: Sébastien Dervieux (FRA), David Gómez (ESP) |
| 11 augustus 2024 10:35 | verslag | Hallock 2                                         | Goals | Varga, Zalánki 2 | Paris La Défense Arena, Parijs Scheidsrechters: Sébastien Dervieux (FRA), David Gómez (ESP) |

### Finale
| 11 augustus 2024 14:00 | verslag | Servië                                 | 13–11 | Kroatië          | Paris La Défense Arena, Parijs Scheidsrechters: Boris Margeta (SLO), Michiel Zwart (NED) |
| 11 augustus 2024 14:00 | verslag | Scores in periodes: 5–2, 3–3, 3–3, 2–3 |       |                  | Paris La Défense Arena, Parijs Scheidsrechters: Boris Margeta (SLO), Michiel Zwart (NED) |
| 11 augustus 2024 14:00 | verslag | Ćuk 3                                  | Goals | Marinić Kragić 3 | Paris La Défense Arena, Parijs Scheidsrechters: Boris Margeta (SLO), Michiel Zwart (NED) |

## Eindrangschikking
| Rang   | Team             |
| ------ | ---------------- |
| Goud   | Servië           |
| Zilver | Kroatië          |
| Brons  | Verenigde Staten |
| 4      | Hongarije        |
| 5      | Griekenland      |
| 6      | Spanje           |
| 7      | Italië           |
| 8      | Australië        |
| 9      | Montenegro       |
| 10     | Frankrijk        |
| 11     | Japan            |
| 12     | Roemenië         |

Atletiek · Badminton · Basketbal · Boksen · Boogschieten · Breaking · Gewichtheffen · Golf · Gymnastiek · Handbal · Hockey · Judo · Kanovaren · Klimsport · Moderne vijfkamp · Paardensport · Roeien · Rugby · Schermen · Schietsport · Schoonspringen · Skateboarden  · Surfen · Synchroonzwemmen · Taekwondo · Tafeltennis · Tennis · Triatlon · Voetbal · Volleybal · Waterpolo · Wielersport · Worstelen · Zeilen · Zwemmen
Parijs 1900 · 
St. Louis 1904 · 
Londen 1908 · 
Stockholm 1912 · 
Antwerpen 1920 · 
Parijs 1924 · 
Amsterdam 1928 · 
Los Angeles 1932 · 
Berlijn 1936 · 
Londen 1948 · 
Helsinki 1952 · 
Melbourne 1956 · 
Rome 1960 · 
Tokio 1964 · 
Mexico-stad 1968 · 
München 1972 · 
Montréal 1976 · 
Moskou 1980 · 
Los Angeles 1984 · 
Seoel 1988 · 
Barcelona 1992 · 
Atlanta 1996 · 
Sydney 2000 · 
Athene 2004 · 
Peking 2008 · 
Londen 2012 · 
Rio de Janeiro 2016 · 
Tokio 2020 · 
Parijs 2024 · 
Los Angeles 2028
Medaillewinnaars